# Polski Balet Reprezentacyjny
Polski Balet Reprezentacyjny – polski balet działający w latach 1937–1939. Jak wskazuje nazwa, występował nie tylko w Polsce, ale także za granicą jako reprezentacja polskiego baletu.
PBR miał swoją premierę w Paryżu. W 1937 r. zespół reprezentował Polskę na paryskiej Międzynarodowej Wystawie Techniki i Sztuki, otrzymując szereg nagród, w tym Grand Prix na konkursie tanecznym. W 1939 r. PBR reprezentował Polskę w Nowym Jorku w ramach wystawy światowej (5–19 lipca 1939). Według Ireny Turskiej, PBR "odnosił wielkie sukcesy w Paryżu, Berlinie i Londynie".
Związani z PBR byli m.in.:
- Zbigniew Kiliński[5]
- Józef Kudła[6]
- Czesław Lewicki[7]

- Olga Sławska-Lipczyńska, primabalerina PTR[8][9]
- Bronisława Niżyńska[10][11]
- Stella Pokrzywińska[12]
- Arnold Szyfman[1]
- Leon Wójcikowski[1]

PBR składał się w większości z tancerzy baletu warszawskiego.